# 豪门乘降所
豪门乘降所是位于内蒙古自治区新巴尔虎左旗豪门村的一个铁路乘降所，邮政编码21021。车站建于1987年，2008年关闭，成为乘降所，现仅有两个车次的列车短暂停留，供旅客乘降，有滨洲铁路经过该站，车站及其上下行区间均已电气化。车站距离哈尔滨站866公里，隶属哈尔滨铁路局，曾是五等站。

## 历史
2008年8月29日，随着滨洲铁路海拉尔至满洲里的复线竣工而关闭。